# Southern California Nitemares
Die Southern California Nitemares waren ein kurzlebiges US-amerikanisches Frauenfußball-Franchise aus Los Angeles, Kalifornien.

## Geschichte
Das Franchise wurde im Jahr 1995 gegründet. Basierend auf der schon wesentlich länger bestehenden U-19 Mannschaft aus dem Stadtteil Wilmington, welche zuvor unter anderem in der California Youth Soccer Association spielte. Das Team startete zur Saison 1995 in den Spielbetrieb der W-League. Die erste Saison verlief sehr erfolgreich für die Mannschaft und man erreichte gleich den ersten Platz der Western Division. In den Playoffs gewann das Team seine beiden Partien in der Ausscheidungsrunde und zog somit ins Championship-Game ein. Dort scheiterte die Mannschaft jedoch mit 0:2 an den Long Island Lady Riders. In der darauffolgenden Spielzeit sammelte das Team in der Regular Season 21 Punkte, was dann für den zweiten Platz reichte. Nach dieser Saison löste sich das Franchise aber auch auf.

## Bekannte Spielerinnen
- Lisa Shattuck[5]